# 来田隆
来田 隆（きた たかし、1942年 - ）は、日本の国語学者。京都教育大学名誉教授。
香川県生まれ。1966年広島大学教育学部高等学校教育科卒業。1972年同大学院文学研究科博士課程中退。福岡教育大学助教授、広島女子大学助教授、京都教育大学教授、2005年定年退官、名誉教授、龍谷大学文学部教授。2013年退任。

## 著書
- 『抄物による室町時代語の研究』清文堂出版 2001
- 『室町時代のことばと資料』清文堂出版 龍谷叢書 2013

### 編纂
- 『句双紙抄総索引』編 清文堂出版 1991
- 『湯山聯句抄　本文と総索引』編 清文堂出版 1997
- 『エソポのハブラス 本文と総索引』大塚光信共編 清文堂出版 1999
- 『中興禅林風月集抄総索引』編 清文堂出版 2008

## 参考
- [ISBN　978-4-7924-1429-0]
- 研究者情報